# 西念寺 (南足柄市)

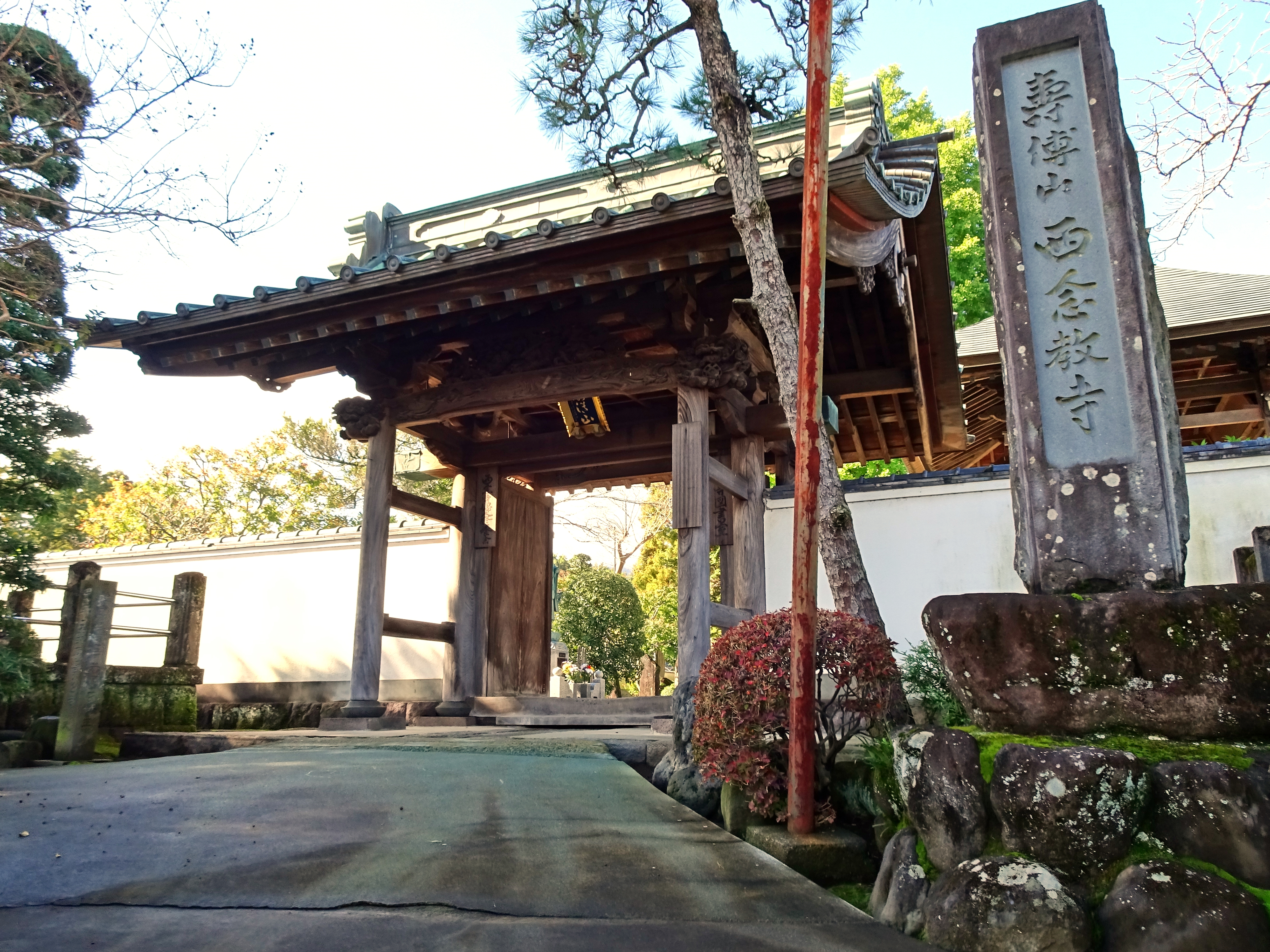
西念寺山門

西念寺（さいねんじ）は、神奈川県南足柄市にある浄土宗の寺院。

## 歴史
1375年（永和元年）に開山された。元々は足柄下郡飯田岡村（現・小田原市飯田岡）に位置していたが、1446年（文安3年）に水害で破壊されたため、現在地に移転した。
境内には、天野康景の墓がある。康景は興国寺藩の藩主であったが、1607年（慶長12年）に藩の材木を盗もうとした天領の農民を切り捨てる事件が発生した。幕府は天領の農民を殺した藩士の引き渡しを要求したが、康景は道理に合わないと拒否、ついには領地から出奔し改易となった。小田原藩は康景に同情して当寺に匿い、1613年（慶長18年）に亡くなった。
なお康景の嫡子である康宗は、1628年（寛永5年）に1000石の旗本として再興が許されている。

## 文化財
- 天野康景の墓（南足柄市指定文化財 昭和48年1月22日指定）[3]

## 交通アクセス
- 相模沼田駅より徒歩6分。